# 五台山普化寺
五台山普化寺，位于山西省忻州市五台山台怀镇台怀村南。已列为忻州市文物保护单位。

## 保护
1988年7月，五台山普化寺公布为五台县文物保护单位。2022年5月11日，五台山普化寺公布为第三批忻州市文物保护单位，编号3-51。